# Guglielmo di Mantova
Guglielmo di Mantova (X secolo – 964 circa) è stato un vescovo italiano.

## Biografia
È anche conosciuto per aver stipulato il 10 ottobre 962 con Adalberto Atto di Canossa una permuta di parte dell'isola fluviale di Mauritola a San Benedetto (tra i fiumi Po e Lirone), sulla quale sorgeva una cappella dedicata a San Benedetto e sulla quale verrà in seguito fondata, da Tedaldo di Canossa, l'abbazia di Polirone.